# Acanthodactylus yemenicus
Acanthodactylus yemenicus (єменська гребнепала ящірка) — вид ящірок родини ящіркових (Lacertidae). Ендемік Ємену.

## Поширення і екологія
Єменські гребнепалі ящірки мешкають в горах на південному заході Ємену, можливо, також в сусідніх районах Саудівської Аравії. Вони живуть серед скель в горах та на кам'янистих рівнинах, на висоті до 2000 м над рівнем моря. Відкладають яйця.